# Druide
Pour les articles homonymes, voir Druide (homonymie).
Cet article est consacré aux druides et au druidisme de l’Antiquité et non au mouvement néodruidique contemporain.
 (janvier 2024).

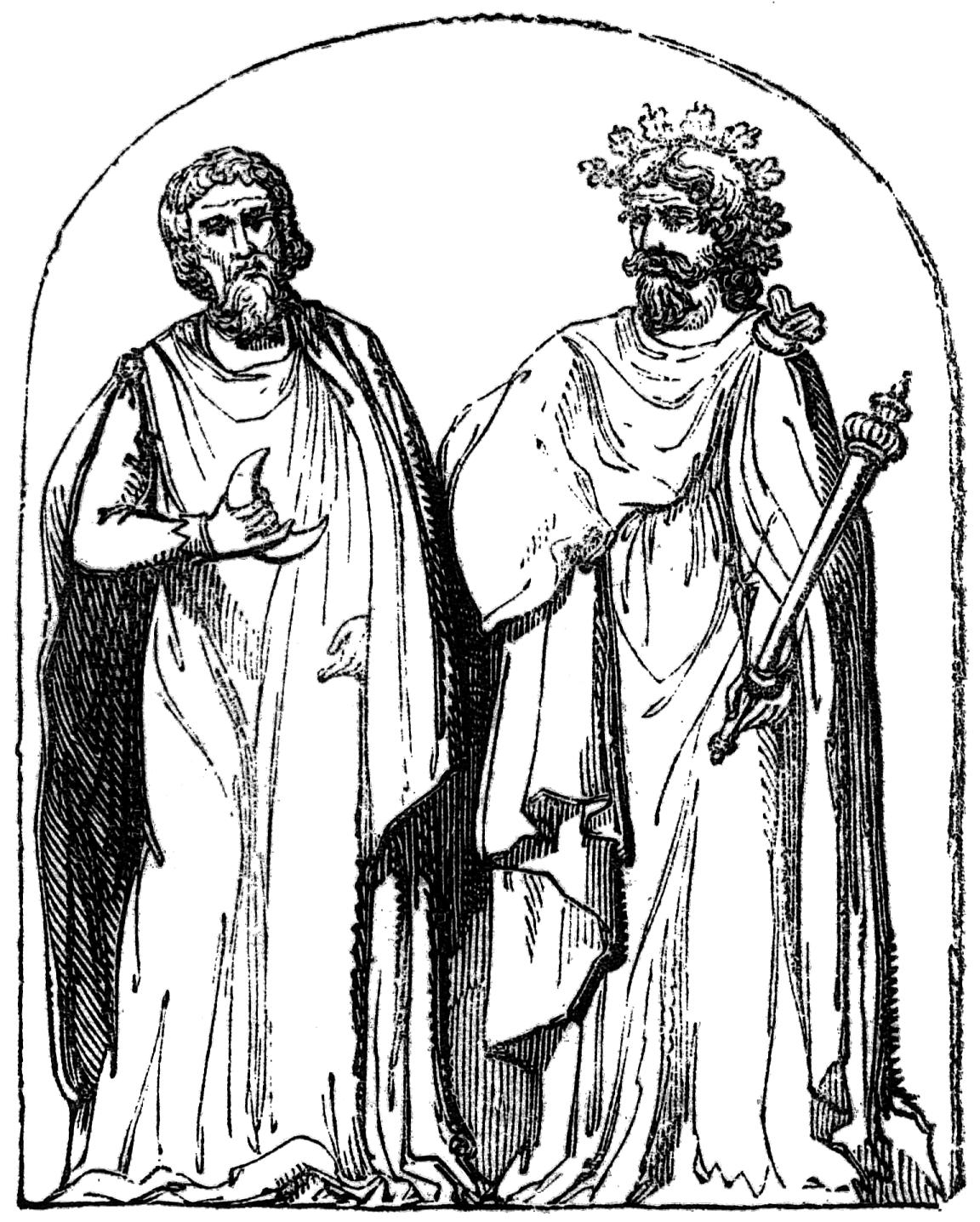
Deux druides, d'après une illustration dAntiquitas explanatione et schematibus illustrata (Bernard de Montfaucon, 1719).

Le druide est un chef religieux de la religion des Celtes. Membre de la classe supérieure dans les cultures celtiques antiques, le druide joue plusieurs rôles : ministre du culte, théologien, philosophe, gardien du savoir et de la sagesse, historien, juriste, mais aussi conseiller militaire du roi et de la classe guerrière. Il est l’intermédiaire entre les Dieux et les hommes, et correspond à la première fonction de l'idéologie tripartite des Indo-Européens mise en lumière par Georges Dumézil.
Les Celtes ont eu plusieurs druidesses. L'une des plus célèbres d'entre elles est Velléda, prophétesse de la tribu germanique des Bructères, qui vécut à l'époque de Vespasien.
Bien que très instruits, les druides ne croyaient pas en la transcription de leurs connaissances sous forme écrite. Leurs croyances et leurs pratiques sont attestées en détail par leurs contemporains d’autres cultures, comme les Romains et les Grecs.
Dans le récit Táin Bó Cúailnge (Razzia des vaches de Cooley), le druide Cathbad provoque la mort d'un émissaire qui a parlé sans permission, car « nul ne parle avant le roi, mais le roi ne parle pas avant son druide ».
Il est chargé de la célébration des cérémonies sacrées et lui seul a le droit de pratiquer certains types de sacrifices.
Plusieurs noms de druides historiques sont connus : par exemple, Diviciacos et Dumnorix, dont Jules César nous apprend qu’ils furent des vergobrets des Éduens. Cicéron, dont il fut l'hôte, nous renseigne sur la qualité des druides dont les textes font mention dans la mythologie celtique.

## Sources et étymologie
Comme pour tout ce qui concerne la civilisation celtique, il n’existe aucun texte littéraire d’origine interne. Les druides eux-mêmes sont à l’origine de ce fait : comme les pythagoriciens, ils privilégiaient l’oralité. Durant leur formation, ils apprenaient par cœur de longs textes en vers pour la transmission du Savoir : les généalogies, mythologies, lois, histoires, itinéraires et sciences. Les Celtes connaissaient pourtant l’écriture : ils utilisaient l'alphabet grec, mais les inscriptions gauloises qui nous sont parvenues sont rares. Par ailleurs, des peuples de culture gaélique ont inventé l'écriture oghamique dont trois cents inscriptions à vocation funéraire subsistent gravées dans la pierre.
L'étymologie du mot « druide » – latin pluriel druidæ (non attesté au singulier) – est discutée. Si tous les spécialistes s'accordent pour reconnaître dans le second terme de ce composé la racine *weid- – « savoir, voir » –, le premier terme est souvent interprété comme le préfixe intensif indo-européen dru- (δρῦς, « durs, forts comme le chêne »), d'où la traduction courante : « les très savants ». Cette explication a été critiquée, notamment par le linguiste Émile Benveniste, qui part de la base *der-w/dr-ew, « ferme, solide ». Selon cette étymologie, le druide serait « celui qui sait fidèlement, celui qui a une vision vraie, certaine »,.
Depuis les Romains – notamment Pline l'Ancien et Lucain –, on a longtemps pensé que le mot « druide » était associé au chêne (en grec : δρυς, drus), à cause des rites associés à cet arbre. Les linguistes et philologues ont maintenant établi que ce terme spécifiquement celtique, présent tant dans le texte de Jules César que ceux du Moyen Âge, provenait de dru-wid-es qui signifie « très savants ». On remarquera toutefois que, curieusement, « chêne » se dit derw (ou derv/dero) en breton et que sur une racine semblable se forme en gallois le mot derwydd qui signifie « druide », ce qui a pu mener à une certaine confusion sur l'origine du mot ; cette thèse est catégoriquement réfutée par Christian-Joseph Guyonvarc'h et Françoise Le Roux pour qui « il n’existe aucune possibilité immédiate de relier le nom des druides à celui du chêne dans la religion gauloise dervo-, irlandais daur, dar, gallois derw, breton derv) ». Le linguiste Xavier Delamarre (CNRS) se fonde sur le terme indo-européen *dóru/*dru-, « arbre, bois », pour y voir également « ceux qui connaissent l'Arbre », par extension « les savants », non au sens botanique du terme, mais cosmogonique de l'Arbre du monde,.

### Sources littéraires
Deux types de sources permettent d’appréhender le sujet : les témoignages antiques et la consignation, par des clercs, de traditions orales au Moyen Âge en Irlande. Pour la première catégorie, il faut citer notamment Diodore de Sicile (Bibliothèque historique), Strabon (Géographie), Pomponius Mela (De Chorographia), Lucain (La Pharsale), Pline l'Ancien (Histoire naturelle), Diogène Laërce et surtout César, qui, avec ses Commentaires sur la Guerre des Gaules, apporte de nombreuses et importantes informations sur la société gauloise ainsi que sur la religion et ceux qui en ont la conduite. Jean-Louis Brunaux insiste, pour sa part, sur l'apport de Posidonios d'Apamée, dont nombre d'auteurs anciens se seraient inspirés, parfois très directement. 
Une deuxième source documentaire vient corroborer la première et l’enrichir d’une origine différente : il s’agit d’un ensemble important et incontournable de textes irlandais, pour l’essentiel, écrits du VIIIe au XVe siècle. Ils retranscrivent les mythes et épopées de l’Irlande celtique qui se sont transmis oralement de génération en génération. Les collecteurs transcripteurs les ont affublés d’un vernis chrétien, sous lequel l’étude découvre l’original. De cette littérature, on peut citer : le Cath Maighe Tuireadh (Bataille de Mag Tured), le Tochmarc Étaíne (en) (Courtise d’Étain), le Táin Bó Cúailnge (Razzia des Vaches de Cooley), le Lebor Gabála Érenn (Livre des Conquêtes) et les Mabinogion gallois.

Jules César écrit : 

« Les premiers [les druides] s'occupent des choses de la religion, ils président aux sacrifices publics et privés et règlent les pratiques religieuses ; les jeunes gens viennent en foule s'instruire auprès d'eux, et on les honore grandement. »

Le décalage géographique et chronologique entre les sources continentales et sources insulaires semble poser problème à certains auteurs. Ainsi, l’archéologue Jean-Louis Brunaux prend le parti d’écarter les sources irlandaises pour ne considérer que les auteurs grecs et latins et étudier les druides gaulois:14,. Mais la plupart, comme Christian-Joseph Guyonvarc'h et Françoise Le Roux, considèrent pour les sources galloises et irlandaises, que la retranscription qui est tardive, mais que le fond est archaïque. Albert Grenier note, quant à lui : « Toute cette littérature n'est vraiment étudiée que depuis une soixantaine d’années. On n’en méconnaît plus aujourd’hui la valeur ni l’intérêt. Si mêlée qu’elle soit d’éléments divers, elle n'en plonge pas moins ses racines dans un passé lointain dont l’isolement de l’Irlande a conservé la tradition. Tandis que le continent subissait le bouleversement des invasions barbares, le celtisme insulaire s’est développé, conservant une image de l’ancienne civilisation. » Miranda Jane Green rappelle l'importance des druides dans la mythologie de l’Irlande et note la confirmation des textes classiques par les récits mythiques en ce qui concerne l'existence de trois types de membres de la classe sacerdotale.

### Archéologie
Si l’archéologie renseigne sur les sanctuaires et certaines pratiques cultuelles, elle n’apporte rien sur le statut et la fonction. Selon Venceslas Kruta, "l'identification archéologique des druides est difficile et même les cas qui peuvent être considérés comme les plus vraisemblables restent incertains" :
- Dans la nécropole de Pogny (département de la Marne), la sépulture d’un guerrier renfermait des instruments (une patère en bronze et deux cuillères plates - musée de Châlons-en-Champagne) que l’on suppose être médicaux. La médecine étant exclusivement du ressort des druides, il est possible que l’homme inhumé dans cette tombe fût l’un d’eux[18]:779.
- À Pottenbrunn (Basse-Autriche), l’une des nécropoles, utilisée au Ve et au IVe siècle av. J.-C., contient quarante-deux tombes, dont l’une (no 520), pourrait être celle d’un druide. Un instrument qui semble être une sonde chirurgicale et un pendule en os ont été retrouvés, entre autres objets, à côté du squelette d’un guerrier, âgé de 45-55 ans[19].
- En Grande-Bretagne, Camulodunum, l’oppidum du puissant peuple des Trinovantes, était installé à l’emplacement de l’actuelle ville de Colchester (comté d’Essex). Dans ce site archéologique important, on a découvert en février 2008 une sépulture contenant des instruments de divination et des instruments chirurgicaux (scalpels, scie, aiguilles, sondes, etc.), qui pourraient laisser supposer qu'il s’agit, là aussi, de la tombe d’un druide[20].

La conception du druide est d'ailleurs contestée par l'archéologue Jean-Louis Bruneaux, qui estime que les auteurs antiques ayant rencontré les druides au IVe siècle avant notre ère les considéraient comme devins et non comme officiants religieux et propres à la société gauloise. L'hypothèse qui rapporte les traditions irlandaises tardives à la totalité du monde celte n'est selon lui pas probante.

## Origines
César évoque une origine insulaire du druidisme : « On croit que leur doctrine est née en Bretagne, et a été apportée de cette île dans la Gaule ; de nos jours encore ceux qui veulent en faire une étude approfondie vont le plus souvent s’instruire là-bas », mais cette thèse n'est absolument pas confirmée.
Il existe plusieurs thèses sur l’émergence de l’institution druidique :
- Une origine fondamentale et spécifique de la civilisation celtique
- Une origine pré-celtique issue du néolithique
- Une création tardive des derniers siècles du Ier millénaire av. J.-C., avec l'apparition d'intellectuels, notamment des savants versés en astronomie, se distinguant de la classe guerrière sur le pourtour de la Méditerranée[14].

### Druides et Pythagore
Dès l'Antiquité, « Pythagore apparaît comme un maître des druides », celui qui les a initié à une sagesse ancestrale qu'il n'a lui-même pas élaboré, mais reçu lui aussi par initiation grâce aux sages de l'Égypte et de l'Inde:170.
Néanmoins, il est impossible de vérifier si cette thèse est historiquement réelle ou seulement apocryphe, du fait de l'absence de preuves archéologiques concernant l'origine première de l'ordre druidique (la civilisation celtique n'étant pas portée à mettre par écrit ses connaissances sacrées, la tradition orale étant la plus divine à ses yeux) ; néanmoins, « les contacts entre Celtes (...) et pythagoriciens de deuxième et troisième générations sont envisageables » du fait que des rapports commerciaux entre la Gaule ancienne et la Grèce (et la Grande Grèce) sont amplement prouvés, et qui ne peuvent que sous-entendre d'autres rapports, comme l'échange de savoirs, de mythologies, de spiritualités:173.
L'univers religieux des Gaulois n'était pas éloigné de celui des Grecs (ou des Égyptiens ou des Hindous), tant dans le domaine esthétique que social : « Chaque peuple gaulois a ses dieux, (...) dieux à figure d'animaux, déesses-mères issues des temps les plus anciens », écrin culturel ne pouvant que faciliter l'installation de croyances philosophiques religieusement élaborées comme l'incarnaient le pythagorisme (sur le plan philosophique) et l'orphisme (sur le plan cultuel) des anciens Grecs:181 ; correspondance spirituelle qui était un truisme à l'époque-même des Gaulois et des autres peuples celtes :

« Ce qui, dès l'Antiquité, a rendu légitime la comparaison entre druides et Pythagore, ce sont, à l'évidence, un certain nombre de croyances métaphysiques. Celle en la réincarnation ou métempsychose occupe la première place:176. »

Ainsi, on retrouve de nombreux points communs entre les croyances des druides et celles des pythagoriciens :
1. Croyance en la réincarnation à la mort de l'homme et dont l'âme va se réincarner en diverses destinées de végétaux et d'animaux, de manière toujours cyclique, jusqu'à retrouver une matrice humaine ;
2. L'abstinence de consommation d'animaux, alliée à un rejet global des rituels sanglants (les rituels mettant à mort des hommes, œuvres sacrificielles de guerriers celtes sans scrupule ou assoiffés de pouvoirs et de prestiges macabres, étant considérés comme une dérive que rejetait les druides) ;
3. La prééminence du statut de druides ou d'initiés orphistes (pour les pythagoriciens) sur les autres corps de la société, permettant la préservation du savoir sacré, voulu parfaitement secret ou seulement réservé aux hommes capables d'incarner ses sagesses (attitude qui rapproche les druides des brâhmanes de l'hindouisme et de leurs divers yogis ou saddhus) ;
4. La volonté d'incarner la science sacrée par le biais des prières, de la connaissance, des rites, de la vertu, de la méditation, de la communion avec les éléments et les êtres par le biais de la magie bienveillante et de la sacralisation de la Nature (le statut de druide étant, par là, très proche de celui de barde, le poète sacré étant très important dans la civilisation celte).

## Ordre sacerdotal

### Structure de la société celtique
La société celtique est divisée en trois ordres sociaux. César, relatant ses opérations militaires, avait noté que les Gaulois (la plèbe) étaient dirigés par deux classes d’hommes, l'ordre sacerdotal et les chevaliers (equites) : «Dans toute la Gaule, il n'y a que deux classes d'hommes qui soient comptées pour quelque chose et qui soient honorées ; car la multitude n'a guère que le rang des esclaves, n'osant rien par elle-même, et n'étant admise à aucun conseil. […] Des deux catégories sociales privilégiées, l'une est celle des druides, l'autre celle des chevaliers».
On retrouve cette hiérarchie dans la structure de la société divine des Tuatha Dé Danann, les dieux de l’Irlande, qui reproduit le schéma de l’idéologie tripartite des Indo-européens, telle qu’elle a été exposée par Georges Dumézil :
- L'ordre sacerdotal qui possède le savoir et fait la loi ; elle administre le sacré et le religieux ;
- L'ordre des guerriers qui gère les affaires militaires sous le commandement du roi ;
- L'ordre des producteurs (artisans, agriculteurs, éleveurs, etc.) qui doit subvenir aux besoins de l’ensemble de la société et en priorité ceux des deux autres classes.

### Hiérarchie et structure de l'ordre sacerdotal
L'ordre sacerdotal est lui-même hiérarchisé et ses membres possèdent des « spécialités ».
Strabon fut l’un des premiers auteurs à décrire cette catégorie sociale :
« Chez tous les peuples gaulois sans exception se retrouvent trois classes d'hommes qui sont l'objet d'honneurs extraordinaires, à savoir les Bardes, les Vates et les Druides : les Bardes, autrement dit les chantres sacrés, les Vates, autrement dit les devins qui président aux sacrifices et interrogent la nature, enfin les Druides, qui, indépendamment de la physiologie ou philosophie naturelle, professent l'éthique ou philosophie morale. »
— Strabon, Géographie, IV, 4.
- Le mot « druide » est un terme générique qui s’applique à tous les membres de l'ordre sacerdotal dont les domaines d’attribution sont la religion, le sacrifice, la justice, l’enseignement, la poésie, la divination, etc. Mais il définit aussi ceux que l'on appelle les druides « théologiens ».
- Le barde est spécialisé dans la poésie orale et chantée, son rôle est de faire la louange, la satire ou le blâme[25].
- Le vate est un devin ; il s’occupe plus particulièrement du culte, de la divination et de la médecine. Les femmes participent à cette fonction de prophétie (telles les Gallisenae de l’île de Sein)[25]:441.

Dans la tradition irlandaise, le file (pl. filid) est un devin ; il a remplacé le barde dont il possédait aussi les attributions. En fonction de leurs spécialités, les filid sont sencha (historien, professeur), brithem (juge et juriste), scelaige (conteur), cainte (satiriste), liaig (médecin), dorsaide (portier), cruitire (harpiste) ou deogbaire (échanson). Le devin est le faith, la prophétesse est banfaith ou banfile. Ollamh est le titre le plus élevé (le sens du mot est « docteur, savant ») devant l’anruth (brillant). L'oblaire étant l'étudiant.

### Rôle du druide dans la société
« Idéalement, tout pouvoir est rattaché aux druides et à l’autorité de leur science divine. Le roi est un noble investi d’un mandat de gestion temporel sur la noblesse et les classes laborieuses qui se partagent les devoirs sociaux : respectivement la protection et la satisfaction des besoins de tous. »
— Claude Sterckx, Mythologie du monde celte, p. 54, Marabout, Paris, 2009,  (ISBN 978-2-501-05410-2)

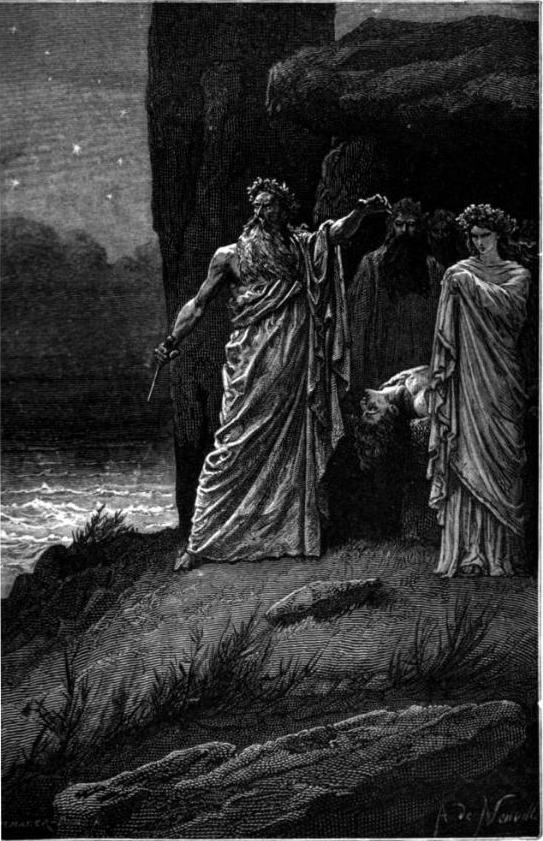
Les druides, représentation fantaisiste de Neuville au XIXe siècle.

En tant que ministre de la religion, le druide procède à tous les rites cultuels et en particulier aux sacrifices. Si les sacrifices humains de prisonniers de guerre sont attestés, il semble cependant qu’ils étaient réservés à des circonstances exceptionnelles. Les sacrifices animaux (chevaux, taureaux, porcs, moutons) ou symboliques étaient plus courants.
L’enseignement, c’est-à-dire la transmission orale du savoir, fait aussi partie de ses responsabilités. Il se charge notamment de l'instruction des enfants de l'aristocratie, dont certains deviendront druides à leur tour. C’est encore César qui écrit « qu’un grand nombre de jeunes gens viennent s’instruire chez eux » et que les études peuvent durer vingt ans ; on cite le chiffre de cent cinquante élèves pour le druide mythique Cathbad, dans la tradition irlandaise. En contrepartie de cette longue initiation, les druides sont exemptés d'impôts et n'ont pas à porter les armes. Ils peuvent cependant participer à la guerre, il n’y a pas d’interdit ni d’obligation. Le druide-guerrier est un personnage assez courant. Ainsi, à titre d’exemple, le druide Cathbad, dont le nom signifie « tueur au combat ».
Les druides sont peut-être chirurgiens, comme le suggèrent certains sites archéologiques contenant des instruments métalliques tels que des scies, scalpels, pinces, sondes, couteaux en bronze ainsi que des os ressoudés, crânes trépanés.
Dans le contexte celtique, le domaine juridique fait partie de la théologie et relève donc de la religion. C’est donc tout naturellement que les druides sont à la fois juristes et juges. Magistrats, ils tranchent aussi bien pour les conflits graves entre les tribus gauloises que pour les litiges entre particuliers. Le non-respect d’un contrat est sanctionné par des peines qui sont codifiées selon la nature de la faute et le rang des parties dans la hiérarchie sociale. Si c’est le roi qui prononce la sanction, c’est le druide qui conseille. Compte tenu de la primauté de son statut, du prestige attaché à sa fonction, et aussi de sa qualité de juriste, il a aussi la charge des relations diplomatiques pour prévenir la guerre ou régler les compensations après l’agression. Tenant leur assemblée générale annuelle aux confins du territoire des Carnutes, dans un lieu qui est le centre politique de la Gaule, selon César, les druides sont des acteurs de l'unité gauloise et considérés comme l'âme de la résistance à la présence romaine. 
En tant que savant et garant du savoir, il est logique que les domaines de la philosophie, l’histoire, de la généalogie, de la toponymie soient de son ressort, étant entendu que ce que l’on appelle mythologie avait une réalité à cette époque. Pour des raisons de légitimité et de souveraineté, ces disciplines se devaient d’être les plus précises possibles. Voyageant pour bénéficier d'échanges intellectuels, il maîtrise plusieurs langues (grec, étrusque, romain).
Les Tuatha Dé Danann (Gens de la déesse Dana – les dieux de l’Irlande) ont un dieu-médecin, Diancecht qui est un expert dans la magie et la médecine, il soigne et rétablit les blessés, il ressuscite les morts en les immergeant dans la Fontaine de Santé, il fabrique une prothèse au roi Nuada qui a eu le bras arraché. Les épopées sont pleines de ces guérisons, où les plantes, les incantations et les breuvages magiques sont utilisés.
Leur grande connaissance de l'astronomie leur aura permis de conceptualiser le temps, dont donne une idée le calendrier de Coligny, qui date de l’époque gallo-romaine et dont les inscriptions constituent un calendrier en langue gauloise.
Le roi ne prend pas la parole avant le druide, mais ils forment une sorte de binôme indispensable et antagoniste. Si le roi exerce la souveraineté, il le fait sous l’inspiration du druide qui lui doit le conseil, il y a dépendance du pouvoir politique au spirituel.

### Pratiques

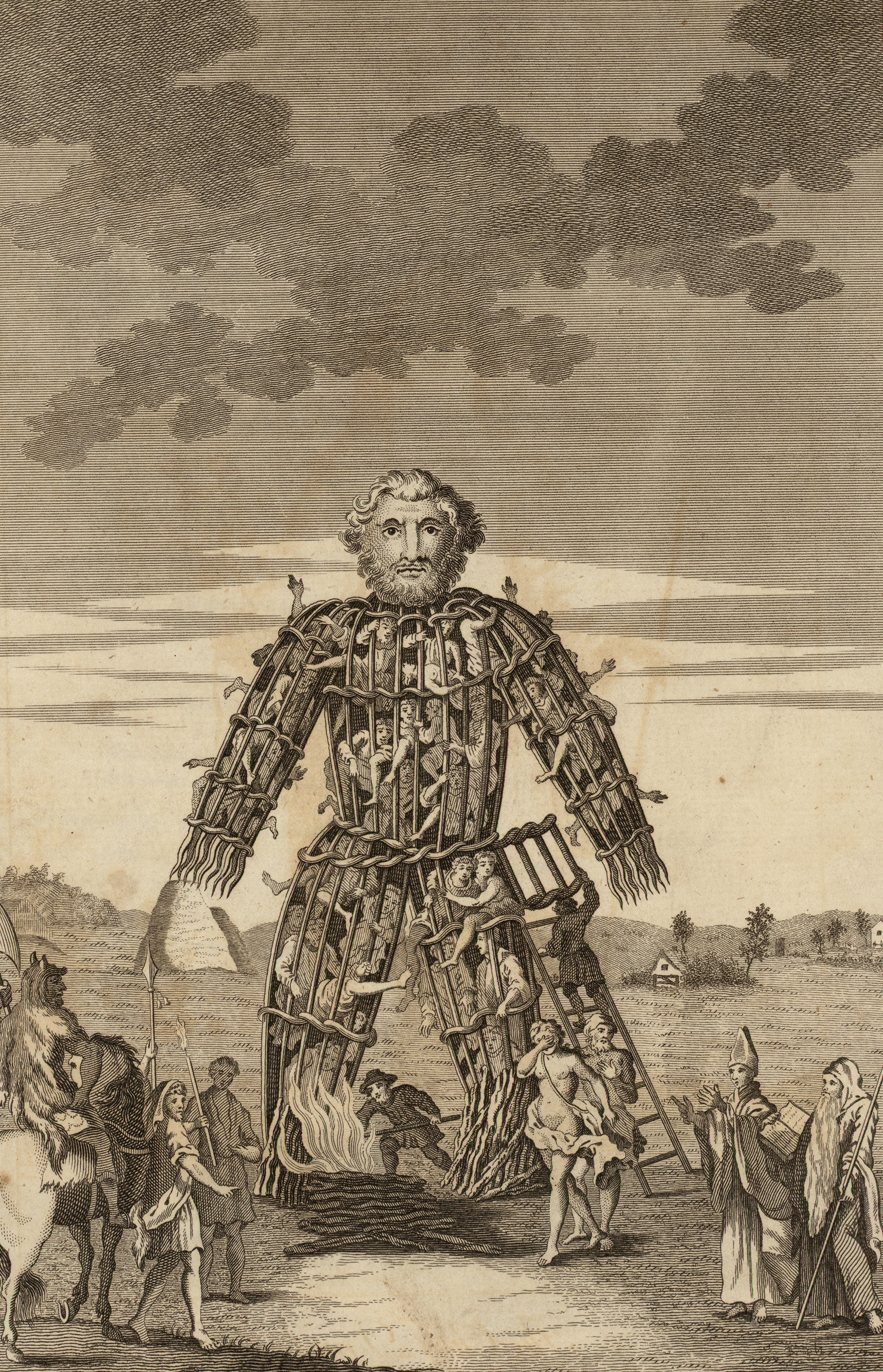
L'homme de paille druidique - vision fantasmée et historiquement fausse du druidisme

Certains textes irlandais font état de l’intervention des druides au moment de la naissance, pour donner un nom à l’enfant et pratiquer une lustration, que l’on assimile à une forme de baptême:17.
L’attention portée aux présages est générale, car ils sont l’expression des volontés divines et donc les présages et la divination ne peuvent relever que du religieux dans la mesure où le druide est l’intermédiaire et sa parole sacrée. C’est donc un domaine illimité dès l’instant qu’il est question de l’avenir.
Le mot irlandais geis (pluriel geasa) désigne un interdit qui peut être négatif (sens d’interdiction) ou positif (sens d’obligation); la geis a force de loi. Elle s’adresse principalement au roi et aux membres de la classe guerrière et recouvre l’ensemble des activités de la vie quotidienne.
La magie, dont la médecine est un prolongement, fait appel à des techniques rituelles. Les plantes médicinales en sont un élément important, il faut aussi noter l’élixir d’oubli qui affecte la mémoire, la musique, la Fontaine de Santé qui guérit les blessés dans les batailles et ressuscite les morts, la pomme, symbole celtique par excellence de l’immortalité et du savoir, la cueillette du gui sur un chêne (rituel du chêne et du gui (en)), accompagnée du sacrifice de taureaux, et bien d’autres.
Les éléments aussi participent à cette religion: l’eau par son pouvoir de lustration, le feu qui sert aux sacrifices ou à la purification des troupeaux, le vent qui a le pouvoir d’égarer ou d’anéantir, le brouillard qui permet de se déplacer de manière invisible.
Les incantations sont aussi une pratique très usitée. La littérature irlandaise parle notamment du glam dicinn qui est une malédiction suprême qui entraîne la mort, de l’imbas forosnai qui a le sens d’illumination, et du dichetal do chennaib cnâime, dont la signification est incertaine: ce «chanté de la prophétie» serait une improvisation. 
La louange est de la responsabilité du barde, c'est une forme de poésie qui consiste à mettre en valeur les qualités d’un personnage. Le blâme est de même nature avec l’objectif contraire, à ne pas confondre avec la satire qui est une incantation religieuse et légale qui entraîne généralement la mort. La geis est une incantation constituée d'obligations et d'interdits que les membres de la classe des guerriers doivent respecter, sous peine de mort.

### Fêtes religieuses
L’année celtique, marquée par une saison sombre et une saison claire:18, comporte quatre grandes fêtes religieuses au caractère obligatoire, l’absence étant punie de mort.
- Samain ou Samonios en celtique ancien (gaulois), dont le sens est «réunion», a lieu aux alentours du 1er novembre. C'est la fête la plus importante du calendrier celtique. Elle inaugure une période de noirceur et d'épreuves. Plus que le nouvel an, c’est le passage de la saison claire à la saison sombre[32]. Sa célébration dure une semaine, qui est hors du temps, ce qui favorise les contacts avec l'« Autre Monde », le moment où les vivants et les morts se rapprochent. Elle se caractérise par des festins et des beuveries rituelles.
- Imbolc ou Imbiuolcaia, qui signifie «lustration», a lieu aux alentours du 1er février. C’est la purification qui marque la fin de la période hivernale. Cette fête évoque l'éveil, le printemps, temps de la régénération.
- Beltaine ou Belotepnia – les «feux de Bel» –, aux alentours du 1er mai, est une fête sacerdotale en rapport avec Belenos et de sa parèdre Belisama, et marque le passage de la saison sombre à la saison claire, avec le changement d’activités que cela implique. Les druides allument de grands feux pour protéger le bétail, essence même de la richesse. C'est la deuxième date la plus importante du calendrier.
- Lugnasad ou Lugnaissatis, l'«assemblée de Lug», est célébrée aux alentours du 1er août. Cette fête, associée à la moisson, aux bénéfices, à l'abondance, était consacrée au roi dans son rôle de redistributeur des richesses et de protecteur. C’est l’occasion de conclure des contrats de toutes sortes (commerciaux, matrimoniaux, juridiques) et de se mesurer dans des compétitions (joutes littéraires, sports), des jeux, ainsi que des chants et des danses.

## Druidisme
Selon le Lebor Gabala (Livre des Conquêtes), le druidisme a été inventé par les Partholoniens, arrivés en Irlande trois cent douze ans après le déluge et qui vont l’occuper pendant cinq mille ans. César aussi pense que le druidisme est originaire de l’île de Bretagne, puis s’est répandu en Gaule ; d’ailleurs il affirme que nombre d’étudiants vont se perfectionner là-bas.
Tout ce que l’on peut dire à ce propos ne peut être qu’une émanation de ce que nous savons de ses ministres. Plus qu’une religion, au sens où nous le comprenons aujourd’hui, le druidisme est le fondement même de la civilisation celtique, et le règlement de l’ensemble de la société. Toute la vie des Celtes est sous le contrôle des druides.
Les Celtes étaient convaincus de l’immortalité de l’âme, c’est la raison pour laquelle les guerriers n’éprouvaient aucune peur de la mort lors des batailles (c'est du moins la conclusion que tirent les Romains face au courage des guerriers celtes au combat. Rien ne prouve qu'il existait pour les celtes un au delà bénéfique). Des confusions dans la lecture des textes ont suggéré la notion de réincarnation, mais celle-ci est inexistante. On a le plus souvent confondu la réincarnation et la métamorphose : les dieux changent facilement de forme et ils ont des symboles zoomorphes, ours, corbeau, sanglier, cygne, etc.
Le Sidh est le nom gaélique qui désigne l'« Autre Monde » celtique. Il se situe à l’ouest, au-delà de l’horizon de la mer, dans des îles magnifiques : sous la mer, dans les lacs et les rivières où se situent de somptueux palais de cristal aux entrées mystérieuses ; sous les collines et les tertres. C’est le séjour des dieux.
Le culte se pratiquait dans des aires sacrées appelées Nemeton en langue gauloise (et nemed en gaélique), dont on trouve la trace, par exemple, dans le toponyme de la forêt de Nevet près de Locronan (Finistère), dont la Troménie, procession chrétienne, perpétue le souvenir d’une cérémonie druidique. Il est fort probable que des monuments mégalithiques, tels Carnac ou Stonehenge, aient été récupérés par les druides. Si, à l’origine, le Nemeton fut probablement un endroit ouvert, il a considérablement évolué, pour devenir un enclos, de forme généralement quadrangulaire, comprenant des édifices en bois et un puits à offrandes.
Les filid irlandais ont élaboré un système de notation, les ogams (système parfois appelé « écriture oghamique »), qui n’a jamais servi à la rédaction de textes, mais à des inscriptions funéraires (dont trois cents nous sont parvenues), ou incantatoires, gravées dans la pierre ou le bois. Attribué par la tradition à Ogme, le dieu de la magie et de l’éloquence, cet alphabet composé d’encoches et dérivé de l’alphabet latin en association avec des noms d’arbres, resta cantonné à l’Irlande, l’Écosse et le Pays de Galles.
La thèse d’une origine chamanique préhistorique fut avancée, mais elle ne résista pas à l’analyse, et fut rapidement abandonnée. Par ailleurs, si le sanglier est l’animal emblématique de la classe sacerdotale, la notion de totémisme est totalement à exclure, ne correspondant pas dans sa définition aux conceptions celtiques.
Le druidisme fut une exclusivité de la civilisation celtique et ne résista pas à la romanisation des zones où il était implanté en Europe, ni à la christianisation de l’Irlande. Pour Philippe Jouët, «L’illusion d’une continuité doctrinale, même partielle, entre druidisme et christianisme repose sur une interprétation erronée ou tendancieuse de quelques textes d'élaboration récente».

## Mythologie

### Dieu-druide
Dagda signifie le « dieu bon ». Il était un des dieux les plus importants de la mythologie irlandaise et était généralement représenté comme un homme rustique traînant une énorme massue montée sur roues. Dagda était considéré comme un dieu sage, érudit et très versé dans l'art de la magie. Il fut un des chefs des Tuatha de Danann. Dagda était également un puissant combattant et l'amant de Morrigane (la déesse de la guerre). Malgré sa force destructrice, il était aussi associé à l'abondance, pouvant assouvir la faim de tous grâce à son chaudron au contenu inépuisable. C'est lui qui installa les Tuatha de Danann sous terre après leur défaite face aux fils de Milesius (les ancêtres des Irlandais).

### Druides mythiques
Liste non exhaustive.
- Adnae Mac Uthidir est un «file» important d’Ulster, qui a le rang d’Ollam (un docteur en savoir). Il est le père de Nédé, l’un des protagonistes de l’Immacallam in Da Tûaraid (Dialogue des deux Sages).
- Aithirne Ailgesach est un druide despotique, qui apparaît dans plusieurs récits du Cycle d'Ulster, dont la Courtise de Luaine et le Siège de Howth. Il est connu pour exiger des choses impossibles et se venger en se servant de sa «magie», notamment de la satire mortelle du glam dicinn.
- Amorgen Glungel est le file primordial des Milesiens, les premiers colons Gaels en Irlande. Outre ses fonctions bardiques, c’est aussi un juge, selon le Lebor Gabála Érenn (Livre des Conquêtes d’Irlande).
- Armogen Mac Eccit, fils de Eccet Salach, est le druide-poète du roi d’Ulster Conchobar Mac Nessa, c’est aussi un redoutable guerrier, dans le Cycle d'Ulster.
- Aífé est une druidesse et une guerrière qui réside en Écosse. En conflit avec Scáthach, elle fait la paix avec sa rivale selon la demande de Cúchulainn, avec qui elle a un fils, Conla.
- Cathbad est l’un des druides les plus connus de la mythologie celtique irlandaise. Il a pour épouse la reine Ness, avec laquelle il a deux enfants, le futur roi Conchobar Mac Nessa et une fille Findchóem. Cathbad est aussi le père des druides Genann Gruadhsolus et Imrinn et le grand-père du héros Cúchulainn. Dans le récit Táin Bó Cúailnge (Razzia des vaches de Cooley), il provoque la mort de l’émissaire Sualtam qui a parlé sans permission, car selon une geis, il est interdit de parler avant le roi et le roi ne parle pas avant son druide.
- Coirpre est un file qui apparaît notamment dans le récit Cath Maighe Tuireadh (La Bataille de Mag Tured). Il est le premier druide à composer et prononcer une satire en Irlande, contre Bres, roi provisoire des Tuatha Dé Danann, pendant l’infirmité de Nuada.
- Corann est le druide du roi Conn Cétchathach. Dans le récit Echtra Conle (les Aventures de Conle), il doit user de toute sa magie pour affronter une Banshee qui a jeté son dévolu sur Conle, le fils du roi. Mais les messagères de l’Autre Monde ont une magie plus puissante que celle des druides pour les affaires d'amour.
- Dubthach Dóel Ulad est un autre druide de la cour du roi Conchobar Mac Nessa. Il est célèbre pour semer systématiquement la zizanie et de proférer des injures gratuitement. Après l’assassinat des trois fils d’Usnech par Conchobar et la fin tragique de Deirdre, il quitte la cour avec d’autres guerriers Ulates et se réfugie en Connaught à la cour de la reine Medb et du roi Ailill. Il est entraîné dans la Razzia des vaches de Cooley, où il combat l’armée d’Ulster, aux côtés des souverains du Connaught.
- Esras était le druide qui gouvernait l'île de Gorias, une des quatre «Îles au nord du Monde», avant l’installation des Tuatha Dé Danann en Irlande. Il était le gardien d’un talisman, la lance de Lug Samildanach, arme mortelle à chaque coup, inséparable du Chaudron du Dagda, dans lequel elle doit plonger pour éviter qu'elle ne détruise tout autour d'elle.
- Fingen est un autre druide de Conchobar Mac Nessa, particulièrement réputé pour sa connaissance et sa pratique de la magie et de la médecine. Il est expert dans les trois formes de la médecine : magique, végétale et sanglante. Sa science est telle qu’il peut déterminer le nombre des occupants d’une maison et dire de quelles maladies ils sont atteints, en examinant la fumée qui s’échappe du toit.
- Fintan est un druide primordial, associé à l’épopée du peuple de Cesair. Après le Déluge, il subit diverses métamorphoses animales qui doivent lui permettre de traverser les millénaires, pour transmettre sa science et son histoire aux Irlandais.
- Tuan Mac Cairill est également un druide primordial qui a vécu plusieurs millénaires, depuis le Déluge jusqu'à saint Patrick et ses successeurs immédiats à qui il a transmis son savoir[36].
- Gwydion, décrit comme un puissant magicien dans les Mabinogion gallois, est une représentation altérée des druides de l’Antiquité[40].
- Ladra, tout comme Fintan, est un druide primordial, de l’épopée de Cesair. Premier amant et premier mort (abus de femmes) de l’île d’Irlande, il représente la fertilité et la mort.
- Mog Ruith, surnommé le «Serviteur à la Roue» (la roue cosmique), est une représentation du dieu-druide le Dagda, dont l’une des particularités est la cécité qui lui donne don de voyance. Druide-guerrier, c’est l’un des plus puissants de la mythologie, sa «magie» peut donner la victoire, comme le narre le Forbuis Droma Damhghaire (le Siège de Druim Damhghaire). Les premiers chrétiens irlandais en firent l'instigateur de l'exécution de saint Jean Baptiste, afin de détruire sa réputation.
- Morfessa était le druide qui gouvernait l'île de Falias, une des quatre «îles au nord du Monde», avant l’installation des Tuatha Dé Danann en Irlande. Il était le gardien d’un autre talisman, la «pierre de Fal» qui symbolise le pouvoir légitime et la Souveraineté. Elle est placée à Tara, le centre mythique de l’Irlande, résidence des Ard rí Érenn.
- Nédé est un druide redoutable qui, dans l’Immacallam in Da Tûaraid (Dialogue des deux Sages), prétend au grade d’ollam dans une dispute scientifique face à un autre druide Ferchertne. Il meurt pour avoir commis les trois fautes irréparables du druide: l’adultère avec une reine, l’usurpation de la souveraineté royale et la satire abusive (le glam dicinn).
- Semias était le druide qui gouvernait l'île de Murias, une des quatre «îles au nord du Monde», avant l’installation des Tuatha Dé Danann en Irlande. Il était le gardien du chaudron et de la massue du Dagda, autres talismans des dieux d’Irlande.
- Tlachtga, fille de Mog Ruith, est une druidesse (bandrui, ce qui signifie « femme-druide »), réputée pour la puissance de ses pouvoirs. Elle est initiée par son père.
- Togo Dubeline est le plus récent des druides mythiques. Il apparaît en Angleterre au XVIIIe siècle. Il est désigné comme le fils d'une prêtresse et d'un noble barde celte. Recueilli et éduqué dans la forêt par des Druides ayant échappé à la persécution de l'envahisseur lors de la Conquête romaine de la Grande-Bretagne en 60 EC et la prise de l'île d'Anglesey, il devient le mainteneur des traditions et de la connaissance druidique. Son nom signifierait "né pour une grande renommée". Dès 1781, il est la figure centrale des rituels de l'Ancient Order of Druids et, à la suite, de tous les ordres fraternels ou sociétés néodruidiques issus de celui-ci (United Ancient Order of Druids, Order of Druids)[41],[42].
- Uiscias était le druide qui gouvernait l'île de Findias, une des quatre « îles au nord du Monde », avant l’installation des Tuatha Dé Danann en Irlande. Il était le gardien de l’Épée de Nuada, talisman qui représente la Souveraineté et la Guerre, arme infaillible aux blessures mortelles.

## Vêtement rituel du druide

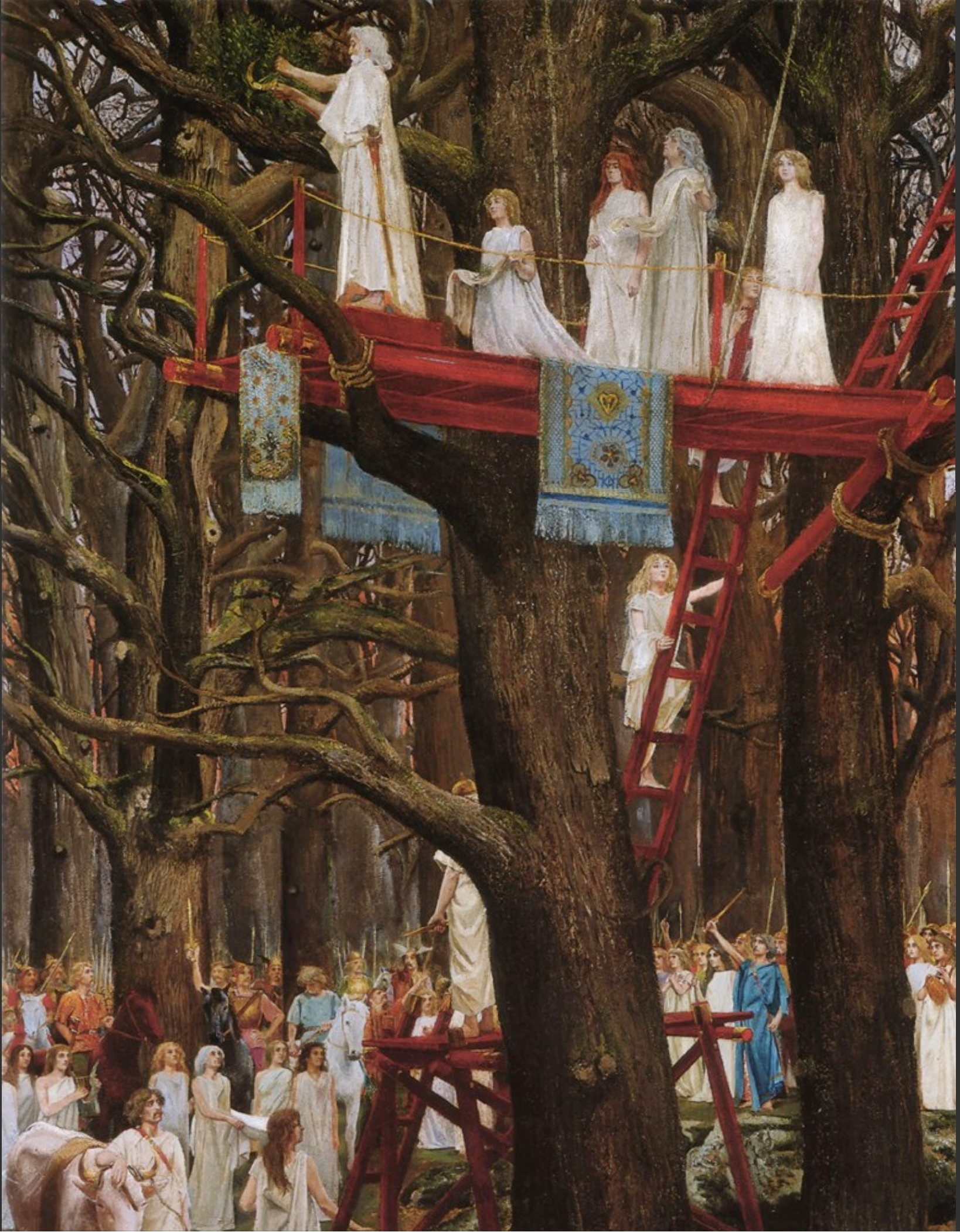
Henri-Paul Motte, Druide coupant le gui au 6e jour de la lune

### Dans la culture populaire
Les druides font désormais partie de la culture populaire. Ils peuvent se retrouver dans plusieurs médias, comme les livres, les jeux vidéo, les bandes dessinées (…).
Dans la littérature :
- La série romanesque Shannara de Terry Brooks, met en scène Allanon, le dernier membre d'un ordre disparu: les druides. Ils sont savants, sages et puissants et assurent la protection des Quatre-Terres contre les forces du mal. Ils connaissent l'histoire du monde et des peuples, les sciences et exercent la magie: c'est notamment Bremen qui fera forger et qui enchantera l'Epée de Shannara (qui donnera son nom au premier roman de la série des "Shannara"), seule arme capable de défaire le Roi-Sorcier, un ancien druide ayant basculé du mauvais côté. Ces romans présentent également le Dagda Mor (Dagda étant le Dieu-Druide chez les Celtes) principal antagoniste du second volume de la série de romans "Shannara", les Pierres Elfiques de Shannara.
- Dans la série romanesque les Messagers du temps d’Évelyne Brisou-Pellen, il est plusieurs fois fait mention des druides, notamment au premier volume.

À la télévision :
- Dans la série télévisée Les Chroniques de Shannara (adapté du second volume) la saison 2 (totalement inédite) dévoile une nouvelle druidesse en la personne de Mareth.
- En 2001, un film fut créé : Vercingétorix : La Légende du druide roi. Dans ce film, Vercingétorix est élevé par des druides et plusieurs éléments de la mythologie celtiques sont repris.

Dans la bande dessinée :
- Le plus connu reste Panoramix, des bandes dessinées "Astérix", druide d'un petit village résistant encore et toujours à l'envahisseur, chargé de la potion magique. Cependant on peut apercevoir d'autres druides comme dans le film Astérix et Obélix contre César.
- De même les Druides, une série de bandes dessinées, retracent l'histoire de Gwenc'hlan le dernier des druides bretons et de son apprenti, Taran.

Dans les jeux vidéos :
- Dans le jeu vidéo World of Warcraft, les druides représentent une des classes jouables. Ils sont caractérisés par leur lien profond avec la nature, ce qui leur confère la capacité de remplir différents rôles tels que guérisseur, tank, ou spécialiste des dégâts. Leur aptitude à se métamorphoser est emblématique de cette classe, symbolisant leur rôle de protecteurs de l'environnement naturel.

## Autres
- Merlin dans la légende arthurienne (mythologie brittonique).
- Panoramix dans Astérix, l'œuvre d'Uderzo et Goscinny.
- Druide, polar fantasy d'Olivier Peru.
- Le conseil des druides dans la trilogie de la Moïra, romans fantastiques de Henri Lœvenbruck.
- Allanon, Bremen, Galaphile, Brona (entre autres) sont des druides dans la série de romans Shannara de Terry Brooks.